# Synodontis woleuensis
Synodontis woleuensis е вид лъчеперка от семейство Mochokidae.

## Разпространение
Видът е разпространен в Габон и Екваториална Гвинея.